# Scoglio Forcina
Lo scoglio Forcina è un'isola dell'Italia, nel Lazio.